# Les Bulles de savon animées
Les Bulles de savon animées er en fransk stumfilm fra 1906 af Georges Méliès.